# Becksiepen
Becksiepen ist ein Weiler in der Gemeinde Finnentrop im Kreis Olpe in Nordrhein-Westfalen.

## Lage
Becksiepen liegt im nordöstlichen Bereich des Gemeindegebietes von Finnentrop nordwestlich von Schliprüthen an der Kreisstraße 29. Durch den Ort fließt der Bach Salwey.